# Космологические модели
Космологические модели — модели, описывающие развитие Вселенной как целого.
В общем случае для построения моделей применяются следующие теории и разделы физики:
1. Равновесная статистическая физика, её основные понятия и принципы, а также теория релятивистского газа.
2. Теория гравитации, обычно это ОТО. Хотя её эффекты проверены только в масштабах Солнечной системы[1][2], и её использование в масштабе галактик и Вселенной в целом может быть подвергнуто сомнению.
3. Некоторые сведения из физики элементарных частиц: список основных частиц, их характеристики, типы взаимодействия, законы сохранения. Космологические модели были бы много проще, если бы протон не был стабильной частицей и распадался бы[3], чего современные эксперименты в физических лабораториях не подтверждают.

На данный момент, комплексом моделей, наилучшим образом объясняющим наблюдательные данные является:
| Теория Большого Взрыва. Описывает химический состав Вселенной. | Теория стадии инфляции. Объясняет причину расширения. | Модель расширения Фридмана. Описывает расширение. | Иерархическая теория. Описывает крупномасштабную структуру. |

прим.: зелёный цвет означает абсолютно доминирующие теории; янтарный — признана многими, но широко обсуждаемая; алый — испытывающая большие проблемы в последнее время, но поддерживаемая многими теоретиками.

## Исходные положения
Из всего множества наблюдательных данных для построения и подтверждения теорий ключевыми являются следующие:
1. Все наблюдения, связанные со шкалой расстояний. Именно их результаты дают значения постоянной Хаббла H, в законе, носящем его имя:
{\displaystyle cz=H_{0}D,},
где z — красное смещение галактики, D  — расстояние до неё, c — скорость света.
2. Возраст Вселенной, получаемый из закона расширения, должен быть строго больше возраста самых старых объектов. (К примеру, из наблюдений звёздных скоплений)
3. Измерения первоначального обилия элементов. (К примеру, из наблюдений BCDG-галактик и G-карликов)
4. Данные реликтового фона.
5. Данные об эволюции крупномасштабных структур. (Помимо непосредственных наблюдений структуры, источники данных могут быть самые разнообразные от наблюдений отдельных объектов до реликтового фона).

Их интерпретация начинается с постулата, утверждающего, что каждый наблюдатель в один и тот же момент времени, независимо от места и направления наблюдения обнаруживает в среднем одну и ту же картину. То есть на больших масштабах Вселенная пространственно однородна и изотропна. Заметим, данное утверждение не запрещает неоднородности во времени, то есть существования выделенных последовательностей событий, доступных всем наблюдателям.
Сторонники теорий стационарной Вселенной иногда формулируют «совершенный космологический принцип», согласно которому свойствами однородности и изотропности должно обладать четырёхмерное пространство-время. Однако наблюдаемые во Вселенной эволюционные процессы, по всей видимости не согласуются с таким космологическим принципом.

## Модель расширяющейся Вселенной
Модель расширяющейся Вселенной описывает сам факт расширения. В общем случае не рассматривается, когда и почему Вселенная начала расширяться. В основе большинства моделей лежит ОТО и её геометрический взгляд на природу гравитации.
Если изотропно расширяющуюся среду рассматривать в системе координат, жёстко связанной с материей, то расширение Вселенной формально сводится к изменению масштабного фактора всей координатной сетки, в узлах которой «посажены» галактики. Такую систему координат называют сопутствующей. Начало же отсчёта обычно прикрепляют к наблюдателю.
Единой точки зрения, является ли Вселенная действительно бесконечной или конечной в пространстве и объёме, не существует. Тем не менее, наблюдаемая Вселенная конечна, поскольку конечна скорость света и существовал Большой Взрыв.

### Модель Фридмана
| Стадия                                 | Эволюция {\displaystyle a(\eta )}         | Параметр Хаббла                                                           |
| -------------------------------------- | ----------------------------------------- | ------------------------------------------------------------------------- |
| Инфляционная                           | {\displaystyle a\propto e^{Ht}}           | {\displaystyle H^{2}={\frac {8\pi }{3}}{\frac {\rho _{vac}}{M_{pl}^{2}}}} |
| Радиационное доминирование p=ρ/3       | {\displaystyle a\propto t^{\frac {1}{2}}} | {\displaystyle H={\frac {1}{2t}}}                                         |
| Пылевая стадия p=const                 | {\displaystyle a\propto t^{\frac {2}{3}}} | {\displaystyle H={\frac {2}{3t}}}                                         |
| {\displaystyle \Lambda }-доминирование | {\displaystyle a\propto e^{Ht}}           | {\displaystyle H^{2}={\frac {8\pi }{3}}G\rho _{\Lambda }}                 |

В рамках ОТО вся динамика Вселенной может быть сведена к простым дифференциальным уравнениям для масштабного фактора {\displaystyle a(t)}.
В однородном, изотропном четырёхмерном пространстве с постоянной кривизной, расстояние между двумя бесконечно приближенными точками можно записать следующим образом:

{\displaystyle ds^{2}=dt^{2}-a^{2}(t)\left(dx^{2}+k{\frac {(xdx)^{2}}{1-kx^{2}}}\right),}
где k принимает значение:
k = 0 для трёхмерной плоскости,
k = 1 для трёхмерной сферы,
k = −1 для трёхмерной гиперсферы,
{\displaystyle x=\{x_{1},x_{2},x_{3}\}} — трёхмерный радиус-вектор в квазидекартовых координатах.

Если же выражение для метрики подставить в уравнения ОТО, то получим следующую систему уравнений:
- Уравнение энергии

{\displaystyle \left({\frac {\dot {a}}{a}}\right)^{2}={\frac {8\pi G\rho }{3}}-\left({\frac {kc^{2}}{a^{2}}}\right)+{\frac {\Lambda c^{2}}{3}}}
- Уравнение движения

{\displaystyle {\frac {\ddot {a}}{a}}=-{\frac {4\pi G}{3}}\left(\rho +{\frac {3P}{c^{2}}}\right)+{\frac {\Lambda c^{2}}{3}}}
- Уравнение неразрывности

{\displaystyle {\frac {d\rho }{dt}}=-3H\left(\rho +{\frac {P}{c^{2}}}\right),}
где {\displaystyle \Lambda } — космологическая постоянная, {\displaystyle \rho } — средняя плотность Вселенной, {\displaystyle P} — давление, {\displaystyle c} — скорость света.
Приведённая система уравнений допускает множество решений, в зависимости от выбранных параметров. На самом деле значение параметров фиксированы только на текущий момент и с течением времени эволюционируют, поэтому эволюцию расширения описывает совокупность решений.

### Объяснение закона Хаббла
Допустим, есть источник, расположенный в сопутствующей системе на расстоянии r1 от наблюдателя. Приёмная аппаратура наблюдателя регистрирует фазу приходящей волны. Рассмотрим два интервала между точками с одной и той же фазой:
{\displaystyle {\frac {\delta t_{1}}{\delta t_{0}}}={\frac {\nu _{0}}{\nu _{1}}}\equiv 1+z.}
С другой стороны для световой волны в принятой метрике выполняется равенство:
{\displaystyle dt=\pm a(t){\frac {dr}{\sqrt {1-kr^{2}}}}.}
Если это уравнение проинтегрировать и вспомнить, что в сопутствующих координатах r не зависит от времени, то при условии малости длины волны относительно радиуса кривизны Вселенной получим соотношение:
{\displaystyle {\frac {\delta t_{1}}{a(t_{1})}}={\frac {\delta t_{0}}{a(t_{0})}}.}
Если теперь его подставить в первоначальное соотношение:
{\displaystyle 1+z={\frac {a(t_{0})}{a(t_{1})}}.}
После разложения правой части в ряд Тейлора с учётом члена первого порядка малости получим соотношение в точности совпадающее с законом Хаббла. Где постоянная H принимает вид:
{\displaystyle H={\frac {{\dot {a}}(t)}{a(t)}}.}

### ΛCDM
| Космологические параметры по данным WMAP и Planck | Космологические параметры по данным WMAP и Planck | Космологические параметры по данным WMAP и Planck |
|                                                   | WMAP                                              | Planck                                            |
| ------------------------------------------------- | ------------------------------------------------- | ------------------------------------------------- |
| Возраст Вселенной t0 млрд лет                     | 13,75±0,13                                        | 13,81±0,06                                        |
| H0 км/с/МПк                                       | 71,0±2,5                                          | 67,4±1,4                                          |
| Плотность барионной материи Ωbh2                  | 0,0226±0,0006                                     | 0,0221±0,0003                                     |
| Плотность тёмной материи Ωсh2                     | 0,111±0,006                                       | 0,120±0,003                                       |
| Общая плотность Ωt                                | 1,08+0,09 -0,07                                   | 1,0±0,02                                          |
| Плотность барионной материи Ωb                    | 0,045±0,003                                       |                                                   |
| Плотность тёмной энергии ΩΛ                       | 0,73±0,03                                         | 0,69±0,02                                         |
| Плотность тёмной материи Ωc                       | 0,22±0,03                                         |                                                   |

Как уже говорилось, уравнения Фридмана допускают множество решений, в зависимости от параметров. И современная модель ΛCDM — это модель Фридмана с общепринятыми параметрами. Обычно в работе наблюдателей они приводятся в понятиях, связанных с критической плотностью:
{\displaystyle \rho _{cr}={\frac {3H_{0}^{2}}{8\pi G}}.}
Если выразить левую часть из закона Хаббла, то после приведения получим следующий вид:
{\displaystyle 1=\Omega _{m}+\Omega _{k}+\Omega _{\Lambda },}
где Ωm=ρ/ρcr, Ωk = -(kc2)/(a2H2), ΩΛ=(8πGΛc2)/ρcr. Из этой записи видно, что если Ωm+ΩΛ= 1 , то есть суммарная плотность материи и тёмной энергии равна критической, то k = 0, то есть пространство плоское, если больше, то k = 1, если меньше k= -1.
В современной общепринятой модели расширения космологическая постоянная положительна и существенно отлична от нуля, то есть на больших масштабах возникают силы антигравитации. Природа таких сил неизвестна, теоретически подобный эффект можно было бы объяснить действием физического вакуума, однако ожидаемая плотность энергии оказывается на много порядков больше, чем энергия, соответствующая наблюдаемому значению космологической постоянной — проблема космологической постоянной.
Остальные варианты на данный момент представляют только теоретический интерес, однако это может измениться при появлении новых экспериментальных данных. Современная история космологии уже знает подобные примеры: модели с нулевой космологической постоянной безоговорочно доминировали (помимо короткого всплеска интереса к другим моделям в 1960-е гг.) с момента открытия Хабблом космологического красного смещения и до 1998 года, когда данные по сверхновым типа Ia убедительно опровергли их.

### Дальнейшая эволюция расширения
Дальнейший ход расширения в общем случае зависит от значений космологической постоянной Λ, кривизны пространства k и уравнения состояния P(ρ). Однако качественно эволюцию расширения можно оценить, опираясь на достаточно общие предположения.
{\displaystyle \Lambda <0}
Если значение космологической постоянной отрицательно, то действуют только силы притяжения и более никаких. Правая часть уравнения энергии будет неотрицательной только при конечных значениях R. Это означает, что при некотором значении Rc Вселенная начнёт сжиматься при любом значении k и вне зависимости от вида уравнения состояния.
{\displaystyle \Lambda =0}
В случае, если космологическая постоянная равна нулю, то эволюция при заданном значении H0 целиком и полностью зависит от начальной плотности вещества:
{\displaystyle \left({\frac {da}{dt}}\right)^{2}=G{\frac {8\pi \rho _{0}a_{0}^{3}}{3a}}-a_{0}^{2}H_{0}\left(\rho _{0}-{\frac {3H_{0}^{2}}{8\pi G}}\right).}
Если {\displaystyle \rho _{0}=\rho _{cr}}, то расширение продолжается бесконечно долго, в пределе с асимптотически стремящейся к нулю скоростью. Если плотность больше критической, то расширение Вселенной тормозится и сменяется сжатием. Если меньше, то расширение идёт неограниченно долго с ненулевым пределом {\displaystyle H}.
{\displaystyle \Lambda >0}
Если {\displaystyle \Lambda >0} и {\displaystyle k\leq 0}, то Вселенная монотонно расширяется, но в отличие от случая с {\displaystyle \Lambda =0} при больших значениях {\displaystyle R} скорость расширения растёт:
{\displaystyle R\propto exp[(\Lambda /3)^{1/2}t].}
При {\displaystyle k=1} выделенным значением является {\displaystyle \Lambda _{c}=4\pi G\rho }. В этом случае существует такое значение {\displaystyle R}, при котором {\displaystyle R'=0} и {\displaystyle R''=0}, то есть Вселенная статична.
При {\displaystyle \Lambda >\Lambda _{c}}  скорость расширения убывает до какого-то момента, а потом начинает неограниченно возрастать. Если {\displaystyle \Lambda } незначительно превышает {\displaystyle \Lambda _{c}}, то на протяжении некоторого времени скорость расширения остаётся практически неизменной.
В случае {\displaystyle \Lambda <\Lambda _{c}} всё зависит от начального значения {\displaystyle R}, с которого началось расширения. В зависимости от этого значения Вселенная либо будет расширяться до какого-то размера, а потом сожмётся, либо будет неограниченно расширяться.

## Теория Большого взрыва (модель горячей Вселенной)
Теория Большого взрыва — теория первичного нуклеосинтеза. Отвечает на вопрос — каким образом образовались химические элементы и почему распространённость их именно такая, какая сейчас наблюдается. Зиждется на экстраполяции законов ядерной и квантовой физики, в предположении, что при движении в прошлое, средняя энергия частиц (температура) возрастает.
Граница применимости — область высоких энергий, выше которых перестают работать изученные законы. При этом вещества как такового уже и нет, а есть практически чистая энергия. Если экстраполировать закон Хаббла на тот момент, то окажется, что видимая область Вселенной разместилась в небольшом объёме. Малый объём и большая энергия — характерное состояние вещества после взрыва, отсюда и название теории — теория Большого Взрыва. При этом остаётся за рамками ответ на вопрос: «Что вызвало этот взрыв и какова его природа?».
Также теория Большого взрыва предсказала и объяснила происхождение реликтового излучения — это наследие того момента, когда ещё всё вещество было ионизованным и не могло сопротивляться давлению света. Иными словами, реликтовый фон — это остаток «фотосферы Вселенной».

### Энтропия Вселенной
Главным аргументом, подтверждающий теорию горячей Вселенной, является значение её удельной энтропии. Она с точностью до численного коэффициента равна отношению концентрации равновесных фотонов nγ к концентрации барионов nb.
Выразим nb через критическую плотность и долю барионов:
{\displaystyle n_{b}={\frac {\rho _{c}r}{m_{p}}}=1{,}124\cdot 10^{-5}\Omega _{b}h_{100}^{2},}
где h100 — современное значение Хаббла, выраженное в единицах 100 км/(c Мпк), и, учитывая, что для реликтового излучения с T=2,73 К
{\displaystyle n_{\gamma }\approx 420(1+z)^{3}} см−3,
получаем:
{\displaystyle \eta \simeq n_{b}/n_{\gamma }\approx 2{,}7\cdot 10^{-8}\Omega _{b}h_{100}^{2}\sim 10^{-9}.}
Обратная величина и есть значение удельной энтропии.

#### Первые три минуты. Первичный нуклеосинтез

Основные ядерные реакции на этапе первичного нуклеосинтеза.

Предположительно, с начала рождения (или по крайне мере с конца инфляционной стадии) и в течение времени, пока температура остаётся не ниже 1016 ГэВ (10−10с), присутствуют все известные элементарные частицы, причём все они не имеют массы. Этот период называется периодом Великого объединения, когда электрослабое и сильное взаимодействия едины.
На данный момент невозможно сказать, какие же именно частицы присутствуют в тот момент, но кое-что всё же известно. Величина η — не только показатель удельной энтропии, но и характеризует избыток частиц над античастицами:
{\displaystyle {\frac {n_{p}-n_{\bar {p}}}{n_{p}}}=10^{-9}.}
В момент, когда температура опускается ниже 1015 ГэВ, вероятно, выделяются X- и Y-бозоны с соответствующими массами.
Эпоху Великого объединения сменяет эпоха электрослабого объединения, когда электромагнитное и слабое взаимодействия представляют единое целое. В эту эпоху идёт аннигиляция X- и Y-бозонов. В момент, когда температура понижается до 100 ГэВ, эпоха электрослабого объединения заканчивается, образуются кварки, лептоны и промежуточные бозоны.
Настаёт адронная эра, эра активного рождения и аннигиляции адронов и лептонов. В эту эпоху примечателен момент кварк-адронного перехода или момент конфайнмента кварков, когда стало возможным слияние кварков в адроны. В этот момент температура равна 300—1000 МэВ, а время от рождения Вселенной составляет 10−6 с.
Эпохе адронной эры наследует лептонная эра — в момент, когда температура падает до уровня 100 МэВ, а на часах 10−4 с. В эту эпоху состав Вселенной начинает походить на современный; основные частицы — это фотоны, помимо них есть только электроны и нейтрино со своими античастицами, а также протоны и нейтроны. В этот период происходит одно важное событие: вещество становится прозрачным для нейтрино. Возникает что-то наподобие реликтового фона, но для нейтрино. Но так как отделение нейтрино произошло раньше отделения фотонов, когда некоторые виды частиц ещё не проаннигилировали, отдав свою энергию остальным, то и остыли они больше. К настоящему времени нейтринный газ должен был остыть до 1,9 К, если нейтрино не имеют массы (или их массы пренебрежимо малы).
При температуре Т≈0,7 МэВ термодинамическое равновесие между протонами и нейтронами, существовавшее до этого, нарушается и отношение концентрации нейтронов и протонов застывает на значении 0,19. Начинается синтез ядер дейтерия, гелия, лития. Спустя ~200 секунд после рождения Вселенной температура падает до значений, при которых нуклеосинтез более невозможен, и химический состав вещества остаётся неизменным до момента рождения первых звёзд.

#### Проблемы теории Большого взрыва
Несмотря на значительные успехи, теория горячей Вселенной сталкивается с рядом трудностей. Если бы Большой взрыв вызвал расширение Вселенной, то в общем случае могло бы возникнуть сильное неоднородное распределение вещества, чего не наблюдается. Теория Большого Взрыва также не объясняет расширение Вселенной, она принимает его как факт.
Теория также предполагает, что соотношение числа частиц и античастиц на первоначальной стадии было таким, что дало в результате современное преобладание материи над антиматерией. Можно предположить, что вначале Вселенная была симметрична — материи и антиматерии было одинаковое количество, но тогда, чтобы объяснить барионную асимметрию, необходим некоторый механизм бариогенеза, который должен приводить к возможности распада протона, чего также не наблюдается.
Различные теории Великого объединения предполагают рождение в ранней Вселенной большого числа магнитных монополей, до сего момента также не обнаруженных.

## Инфляционная модель
Задача теории инфляции — дать ответы на вопросы, которые оставили после себя теория расширения и теория Большого взрыва: «Почему Вселенная расширяется? И что такое Большой Взрыв?» Для этого расширение экстраполируется на нулевой момент времени и вся масса Вселенной оказывается в одной точке, образуя космологическую сингулярность, часто её и называют Большим Взрывом. По всей видимости, общая теория относительности на тот момент уже неприменима, что приводит к многочисленным, но пока, увы, только чисто умозрительным попыткам разработать более общую теорию (или даже «новую физику»), решающую эту проблему космологической сингулярности.
Основная идея инфляционной стадии — если ввести скалярное поле, называемое инфлантоном, воздействие которого велико на начальных стадиях (начиная, примерно с 10−42с), но быстро убывает со временем, то можно объяснить плоскую геометрию пространства, хаббловское расширение же становится движением по инерции благодаря большой кинетической энергии, накопленной в ходе инфляции, а происхождение из малой изначально причинно-связанной области объясняет однородность и изотропность Вселенной.
Однако способов задать инфлатон — великое множество, что в свою очередь порождает целое множество моделей. Но большинство основывается на предположении о медленном скатывании: потенциал инфлантона медленно уменьшается до значения, равного нулю. Конкретный же вид потенциала и способ задания начальных значений зависит от выбранной теории.
Теории инфляции также делятся на бесконечные и конечные во времени. В теории с бесконечной инфляцией существуют области пространства — домены — которые начали расширяться, но из-за квантовых флуктуаций вернулись в первоначальное состояние, в котором возникают условия для повторной инфляции. К таким теориям относится любая теория с бесконечным потенциалом и хаотическая теория инфляции Линде.
К теориям с конечным временем инфляции относится гибридная модель. В ней существует два вида поля: первое ответственно за большие энергии (а значит за скорость расширения), а второе за малые, определяющие момент завершения инфляции. В таком случае квантовые флуктуации могут повлиять только на первое поле, но не на второе, а значит и сам процесс инфляции конечен.
К нерешенным проблемам инфляции можно отнести скачки температуры в очень большом диапазоне, в какой-то момент она падает почти до абсолютного нуля. В конце инфляции происходит повторный нагрев вещества до высоких температур. На роль возможного объяснения столь странного поведения предлагается «параметрический резонанс».

### Мультивселенная
«Мультивселенная», «Большая Вселенная», «Мультиверс», «Гипервселенная», «Сверхвселенная», «Мультиленная», «Омниверс» — различные переводы английского термина multiverse. Появился он в ходе развития теории инфляции.
Области Вселенной, разделённые расстояниями больше размера горизонта частиц, эволюционируют независимо друг от друга. Любой наблюдатель видит только те процессы, которые происходят в домене, равном по объёму сфере с радиусом, составляющим расстояние до горизонта частиц. В эпоху инфляции две области расширения, разделённые расстоянием порядка горизонта, не пересекаются.
Такие домены можно рассматривать как отдельные вселенные, подобные нашей: они точно так же однородны и изотропны на больших масштабах. Конгломерат таких образований и есть Мультивселенная.
Хаотическая теория инфляции предполагает бесконечное разнообразие Вселенных, каждая из которых может иметь отличные от других Вселенных физические константы. В другой теории Вселенные различаются по квантовому измерению. По определению эти предположения нельзя экспериментально проверить.

### Альтернативы теории инфляции
Модель космической инфляции вполне успешна, но не необходима для рассмотрения космологии. У неё имеются противники, в числе которых можно назвать Роджера Пенроуза. Их аргументы сводятся к тому, что решения, предлагаемые инфляционной моделью, оставляют за собой упущенные детали. Например, никаких фундаментальных обоснований того, что возмущения плотности на доинфляционной стадии должны быть именно такими малыми, чтобы после инфляции возникала наблюдаемая степень однородности, эта теория не предлагает. Аналогичная ситуация и с пространственной кривизной: она очень сильно уменьшается при инфляции, но ничто не мешало ей до инфляции иметь настолько большое значение, чтобы всё-таки проявляться на современном этапе развития Вселенной. Иными словами, проблема начальных значений не решается, а лишь искусно драпируется.
В качестве альтернативы предлагаются такие теории, как теория струн и теория бран, а также циклическая теория. Основная идея этих теорий заключается в том, что все необходимые начальные значения формируются до Большого взрыва.
- Теория струн требует дополнить обычное четырёхмерное пространство-время ещё несколькими измерениями, которые играли бы роль на раннем этапе Вселенной, но сейчас находятся в компактифицированном состоянии. На неизбежный вопрос, почему же эти измерения компактифицированы, предлагается следующий ответ: суперструны обладают T-дуальностью, в связи с чем струна «наматывается» на дополнительные измерения, ограничивая их размер[18].
- В рамках теории бран (М-теории) всё начинается с холодного, статичного пятимерного пространства-времени. Четыре пространственных измерения ограничены трёхмерными стенами или три-бранами; одна из этих стен и является пространством, в котором мы живём, в то время как вторая брана скрыта от восприятия. Существует ещё одна три-брана, «потерянная» где-то между двумя граничными бранами в четырёхмерном пространстве. Согласно теории, при столкновении этой браны с нашей высвобождается большое количество энергии и тем самым образуются условия для возникновения Большого взрыва[19].
- Циклические теории постулируют, что Большой взрыв не является уникальным в своём роде, а подразумевает переход Вселенной из одного состояния в другое. Впервые циклические теории были предложены в 1930-е годы. Камнем преткновения таких теорий стал второй закон термодинамики, согласно которому энтропия может только возрастать. А значит, предыдущие циклы были бы намного короче и вещество в них было бы намного горячее, чем в момент последнего Большого взрыва, что маловероятно. На данный момент существует две теории циклического типа, сумевшие решить проблему всевозрастающей энтропии: теория Стейнхардта-Тюрока и теория Баум-Фрэмптона[20][21].

## Теория эволюции крупномасштабных структур

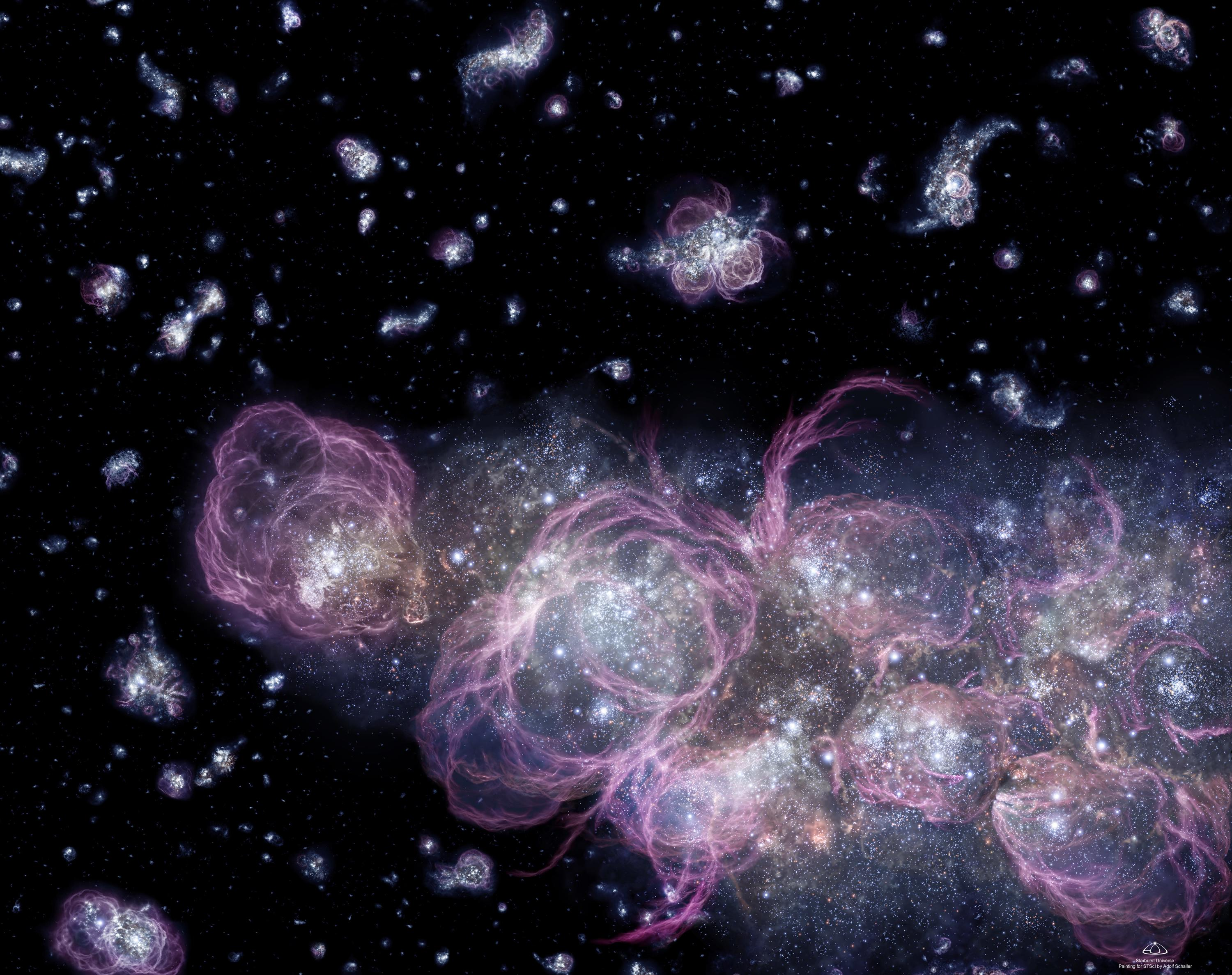
Образование и коллапс протогалактических облаков в представлении художника.

Как показывают данные по реликтовому фону, в момент отделения излучения от вещества Вселенная была фактически однородна, флуктуации вещества были крайне малыми, и это представляет собой значительную проблему. Вторая проблема — ячеистая структура сверхскоплений галактик и одновременно сфероподобная — у скоплений меньших размеров. Любая теория, пытающаяся объяснить происхождение крупномасштабной структуры Вселенной, в обязательном порядке должна решить эти две проблемы (а также верно смоделировать морфологию галактик).
Современная теория формирования крупномасштабной структуры, как впрочем и отдельных галактик, носит названия «иерархическая теория». Суть теории сводится к следующему: вначале галактики были небольшие по размеру (примерно как Магелланово облако), но со временем они сливаются, образуя всё большие галактики.
В последнее время верность теории поставлена под вопрос и не в малой степени этому способствовал downsizing. Однако в теоретических исследованиях эта теория является доминирующей. Наиболее яркий пример подобного изыскания — Millennium simulation (Millennium run).

### Общие положения
Классическая теория возникновения и эволюции флуктуаций в ранней Вселенной — это теория Джинса на фоне расширения однородной изотропной Вселенной:
{\displaystyle \vartriangle \Phi =4\pi G\rho \delta ,}
{\displaystyle {\frac {\partial \delta }{\partial t}}+Hx\triangledown \delta +\triangledown v=0,}
{\displaystyle {\frac {\partial v}{\partial t}}+Hv+H(x\triangledown )v=-u_{s}^{2}\triangledown \delta -\triangledown \Phi .}
где us — скорость звука в среде, G — гравитационная постоянная, а ρ — плотность невозмущённой среды, {\displaystyle \delta ={\frac {\delta \rho }{\rho }}.} — величина относительной флуктуации, Φ — гравитационный потенциал, создаваемый средой, v — скорость среды, p(x,t) — локальная плотность среды и рассмотрение происходит в сопутствующей системе координат.
Приведённую систему уравнений можно свести к одному, описывающий эволюцию неоднородностей:
{\displaystyle {\frac {\partial ^{2}\delta }{\partial t^{2}}}+2H{\frac {\partial \delta }{\partial t}}+\left({\frac {k^{2}}{a^{2}}}u_{s}^{2}-4\pi G\rho \right)\delta =0,}
где a — масштабный фактор, а k — волновой вектор. Из него, в частности, следует, что нестабильными являются флуктуации размер которых превышает:
{\displaystyle \lambda >\lambda _{J}={\sqrt {\frac {u_{s}^{2}\pi }{G\rho }}}.}
При этом рост возмущения идёт линейным образом или слабее, в зависимости от эволюции параметра Хаббла и плотности энергии.
Данная модель адекватно описывает коллапс возмущений в нерелятивистской среде, если их размер гораздо меньше текущего горизонта событий (в том числе и для тёмной материи во время радиационно-доминированной стадии). Для противоположных случаев необходимо рассматривать точные релятивистские уравнения. Тензор энергии-импульса идеальной жидкости с учётом малых возмущений плотности
{\displaystyle T_{\nu }^{\mu }=(\rho +\delta \rho +p+\delta p)u^{\mu }u_{\nu }-\delta _{\nu }^{\mu }(p+\delta p)}
ковариантно сохраняется, из чего следуют уравнения гидродинамики, обобщённые для релятивистского случая. Вместе с уравнениями ОТО они представляют исходную систему уравнений, определяющих эволюцию флуктуаций в космологии на фоне решения Фридмана.

### Эпоха до рекомбинации
Выделенным моментом в эволюции крупномасштабной структуры Вселенной можно считать момент рекомбинации водорода. До этого момента действуют одни механизмы, после — совсем другие.
Первоначальные волны плотности больше горизонта событий и заморожены — не влияют на плотность материи во Вселенной. Но по мере расширения размер горизонта сравнивается с длиной волны возмущения, как говорят «волна выходит из-под горизонта» или «входит под горизонт». После этого плотность начинает колебаться — происходит распространение звуковой волны на расширяющемся фоне.
В эпоху рекомбинации под горизонт входят волны с длиной волны на нынешнюю эпоху не более 790 Мпк. Волны, важные для формирования галактик и их скоплений, входят в самом начале этой стадии.
В это время вещество представляет собой многокомпонентную плазму, в которой есть много различных эффективных механизмов затухания всех звуковых возмущений. Пожалуй, самый эффективный среди них в космологии — затухание Силка. После того, как все звуковые возмущения подавлены, остаются лишь адиабатические возмущения.
Какое-то время эволюция обычной и тёмной материи идут синхронно, но из-за взаимодействия с излучением температура обычного вещества падает медленнее. Происходит кинематическое и термическое разделение тёмной материи и барионного вещества. Предполагается, что этот момент наступает при z=105.
Поведение барион-фотонной компоненты после разделения и вплоть до окончания радиационной стадии описывается уравнением:
{\displaystyle \Phi ''+{\frac {4}{\eta }}\Phi '+u_{s}^{2}k^{2}\Phi =0,}
где k — волновой вектор рассматриваемой волны, а производные берутся по η — конформному времени. Из его решения следует, что в ту эпоху амплитуда возмущений плотности барионной компоненты не росла и не убывала, а испытывала акустические осцилляции:
{\displaystyle \delta _{rad}\propto -cos(u_{s}k\eta ).}
В это же время тёмная материя таких осцилляций не испытывала, так как ни давление света, ни давление барионов и электронов не оказывают на неё воздействия. Более того, амплитуда её возмущений растет:
{\displaystyle \delta _{CDM}\propto ln(k\eta ).}

### После рекомбинации
После рекомбинации давление фотонов и нейтрино на вещество уже пренебрежимо мало. Следовательно, системы уравнений, описывающие возмущения тёмной и барионной материи, аналогичны:
{\displaystyle \delta '-k^{2}v=3\Phi ',}
{\displaystyle v'+{\frac {2}{\eta }}v=-\Phi .}
Уже из схожести вида уравнений можно предположить, а потом и доказать, что разность флуктуаций между тёмной и барионной материй стремится к константе. Иными словами, обычное вещество скатывается в потенциальные ямы, сформированные тёмной материей. Рост возмущений сразу после рекомбинации определяется решением
{\displaystyle \delta =C_{1}+{\frac {\Omega _{B}}{\Omega _{CDM}}}C_{2}{\frac {1}{\eta }}+{\frac {C_{3}}{\eta ^{3}}}+C_{4}\eta ^{2},}
где Сi — суть константы, зависящие от начальных значений. Как видно из вышенаписанного, на больших временах флуктуации плотности растут пропорционально масштабному фактору:
{\displaystyle \delta \propto \eta ^{2}\propto a(\eta ).}
Все скорости роста возмущений, приведённые в этом параграфе и в предыдущем, растут с волновым числом k, следовательно, при начальном плоском спектре возмущений на стадию коллапса раньше выходят возмущения наименьших пространственных масштабов, то есть первыми образуются объекты с меньшей массой.
Для астрономии интерес представляют объекты с массой ~105Mʘ. Дело в том, что при коллапсе тёмной материи образуется протогало. Водород и гелий, стремящиеся к его центру, начинают излучать, и при массах меньших, чем 105Mʘ, это излучение вышвыривает газ обратно на окраины протоструктуры. При бо́льших массах запускается процесс формирования первых звёзд.
Важным следствием начального коллапса является то, что возникают звёзды большой массы, излучающие в жёсткой части спектра. Испущенные жёсткие кванты в свою очередь встречаются с нейтральным водородом и ионизуют его. Таким образом сразу после первой вспышки звездообразования происходит вторичная ионизация водорода.

### Стадия доминирования тёмной энергии
Предположим, что давление и плотность тёмной энергии не меняется со временем, то есть она описывается космологической константой. Тогда из общих уравнений для флуктуаций в космологии следует, что возмущения эволюционируют следующим образом:
{\displaystyle \delta _{M}\propto a^{3}{\frac {k^{2}}{a^{2}}}\Phi .}
Учитывая, что потенциал при этом обратно пропорционален масштабному фактору a, это означает, что рост возмущений не происходит и их размер неизменен. Это означает, что иерархическая теория не допускает структур больше ныне наблюдаемых.
В эпоху доминирования тёмной энергии происходят два последних важных события для крупномасштабных структур: появление галактик, подобных Млечному Пути — это происходит на z~2, а немного погодя — образование скоплений и сверхскоплений галактик.

### Проблемы теории
Иерархическая теория — логично вытекающая из современных, проверенных, представлений о формировании звёзд и использующая большой арсенал математических средств, в последнее время столкнулась с целым рядом проблем, как теоретического, так и, что более важно, наблюдательного характера:
1. Самая большая теоретическая проблема лежит в том месте, где происходит сшивка термодинамики и механики: без введения дополнительных нефизических сил невозможно заставить два гало из тёмной материи слиться.
2. Войды формируются скорее ближе к нашему времени, нежели к рекомбинации, однако не так давно обнаруженные абсолютно пустые пространства размерами в 300 Мпк вступают в диссонанс с этим утверждением.
3. Также не вовремя рождаются гигантские галактики, их число в единице объёма на больших z гораздо больше того, что предсказывает теория. Более того, оно остаётся неизменным, когда по теории должно очень быстро расти.
4. Данные по самым старым шаровым скоплениям не хотят мириться со вспышкой образования звёзд массой порядка 100Мʘ и предпочитают звезды типа нашего Солнца.

И это лишь часть тех проблем, которые встали перед теорией.

## Проблемы современных моделей
Если проэкстраполировать закон Хаббла назад во времени, то в итоге возникнет точка, гравитационная сингулярность, называемая космологической сингулярностью. Это большая проблема, так как весь аналитический аппарат физики становится бесполезным. И хотя, следуя путём Гамова, предложенным в 1946 году, можно надёжно экстраполировать до момента, пока работоспособны современные законы физики, но точно определить этот момент наступления «новой физики» пока не представляется возможным. Предполагается, что по величине он равен планковскому времени, {\displaystyle \sim 10^{-43}} с.
Вопрос о форме Вселенной является важным открытым вопросом космологии. Говоря математическим языком, перед нами стоит проблема поиска трёхмерной топологии пространственного сечения Вселенной, то есть такой фигуры, которая наилучшим образом представляет пространственный аспект Вселенной. Общая теория относительности как локальная теория не может дать полного ответа на этот вопрос, хотя некоторые ограничения вводит и она.
Во-первых, неизвестно, является ли Вселенная глобально пространственно плоской, то есть применимы ли законы Евклидовой геометрии на самых больших масштабах. В настоящее время большинство космологов полагают, что наблюдаемая Вселенная очень близка к пространственно плоской с локальными складками, где массивные объекты искажают пространство-время. Это мнение было подтверждено последними данными WMAP, рассматривающими «акустические осцилляции» в температурных отклонениях реликтового излучения.
Во-вторых, неизвестно, является ли Вселенная односвязной или многосвязной. Согласно стандартной модели расширения, Вселенная не имеет пространственных границ, но может быть пространственно конечна. Это может быть понято на примере двумерной аналогии: поверхность сферы не имеет границ, но имеет ограниченную площадь, причём кривизна сферы постоянна. Если Вселенная действительно пространственно ограничена, то в некоторых её моделях, двигаясь по прямой линии в любом направлении, можно попасть в отправную точку путешествия (в некоторых случаях это невозможно из-за эволюции пространства-времени).
В-третьих, существуют предположения, что Вселенная изначально родилась вращающейся. Классическим представлением о зарождении является идея об изотропности Большого взрыва, то есть о распространении энергии одинаково во все стороны. Однако есть некоторые указания на наличие крупномасштабного вращения: группа исследователей из Мичиганского университета под руководством профессора физики Майкла Лонго (Michael Longo) установила, что спиральные рукава галактик, закрученные против часовой стрелки, встречаются на 7 % чаще, чем галактики с «противоположной ориентацией», что может свидетельствовать о наличии изначального момента вращения Вселенной. Данная гипотеза должна быть также проверена наблюдениями в Южном полушарии.

## Комментарии
1. ↑  О непопулярности моделей с космологической постоянной красноречиво говорит тот факт, что Вайнберг в своей книге «Космология и гравитация» (на русском языке издана в 1975 году) параграф о моделях с космологической постоянной относит в раздел вместе с наивными моделями и моделями стационарной Вселенной, отводя на описание 4 страницы из 675.